# Phytoseius indicus
Phytoseius indicus är en spindeldjursart som beskrevs av Asit K.Bhattacharyya 1968. Phytoseius indicus ingår i släktet Phytoseius och familjen Phytoseiidae. Inga underarter finns listade i Catalogue of Life.